# Parafia Matki Bożej Bolesnej w Czeladzi
Parafia Matki Bożej Bolesnej w Czeladzi-Piaskach – rzymskokatolicka parafia należy do dekanatu czeladzkiego, w diecezji sosnowieckiej. Erygowana w 1937 roku.

## Historia
W 1860 roku rozpoczęto na tym terenie poszukiwanie węgla. Po 1867 roku Niemcy uruchomili pierwszy szyb wydobywczy, a w 1869 roku kopalnię „Piaski” kupili Francuzi i nazwali ją „Czeladź”. W latach 1882–1885 wybudowano pierwsze osiedle górnicze. 
Piaski początkowo należały do parafii Świętej Trójcy w Będzinie.  W 1907 roku z inicjatywy dyrektora kopalni inż. Wiktora Vianney'a, rozpoczęto odprawiać nabożeństwa, w przybudówce Domu Zbornego - kaplicy z figurą św. Barbary. W 1912 roku przybył ks. Zygmunt Boratyński, którego staraniem Piaski zostały przyłączone do parafii czeladzkiej. W 1916 roku przybył ks. prał. Jerzy Imiela.
W latach 1922–1924 w Czeladzi-Piaskach staraniem ks. prał. Jerzego Imieli, zbudowano kościół z fundacji francuskiego Towarzystwa Bezimiennego Kopalń „Czeladź” oraz pracowników kopalni „Czeladź”. W 1924 roku bp kielecki Augustyn Łosiński poświęcił kościół pw. Matki Bożej Bolesnej. 
24 stycznia 1937 roku dekretem bpa częstochowskiego Teodora Kubiny została erygowana parafia, z wydzielonego terytorium parafii św. Stanisława Biskupa i Męczennika. 1 września 1957 roku odbyła się konsekracja kościoła, której dokonał bp Zdzisław Goliński.
Od 1986 roku w parafii rozwija się kult św. Jana Vianney'a. 25 marca 1992 roku parafia weszła w skład nowej diecezji sosnowieckiej. 3 maja 2015 roku bp Grzegorz Kaszak ustanowił Sanktuarium św. Jana Vianney'a.
Na terenie parafii jest 5 678 wiernych.
Proboszczowie parafii:
1937–1941. ks. prał. Jerzy Imiela.
1941–1945. ks. Stanisław Rychlewski.
1945–1948. ks. Marian Wróbel.
1948–1989. ks. Stanisław Łopaciński.
1989–2008. ks. kan. Tadeusz Stępień.
2008–2009. ks. kan. Jan Ćwikła.
2009– nadal ks. Józef Handerek.

## Terytorium parafii
Ulice: Bema, Betonowa, Borowa, Broniewskiego, Brzechwy, Francuska, Harcerska, Kościuszki, Krakowska, Krzywa, Lwowska, Mickiewicza, Nowopogońska (nr parzyste do 100, nieparzyste od ul. Wiejskiej do 97), Piastowska, Poniatowskiego, Pusta, Pułaskiego, Sikorskiego, Sułkowskiego, Stalowa, Staropogońska, Szybikowa, 3 Kwietnia, 3 Szyb, Trznadla, Warszawska, Wiejska (nr nieparzyste), Wojciechowskiego, Zwycięstwa, Żeromskiego.